# 考波利坎
考波利坎（马普切语：Caupolicán，意思為擦亮的燧石；皮尔迈肯-1558，卡涅特）是智利马普切人的一名战争领袖，他在1553年到1558年马普切人第一次起义反抗西班牙征服者期间，指挥了马普切军队。
在战争领袖林科扬没能阻止佩德罗·德·巴尔迪维亚征服阿劳卡尼亚之后，科洛科洛劝说马普切人选择一名新的最高战争领袖来应对西班牙人的威胁。
考波利坎作为皮尔迈肯的一名富人而赢得了战争领袖的职位，不过他是通过将一根树干举了三天三夜，显示了自己的力量更大，才获胜的。除了证明了他的体力之外，他还即兴发表了一篇诗歌般的演说，鼓励人们勇敢和团结。
考波利坎死于1558年。他是作为俘虏，死在西班牙人殖民地开拓者的手中的。他被强迫坐在一根木桩上，然后被穿刺死，并且他的妻子被强迫观看了这一过程。在他死后，他的儿子小考波利坎顶替了他。